# Bernard Berenson
Bernard Berenson, cuyo nombre real era Bernhard Valvrojenski (Butrimonys, actual Vilna, Lituania, 26 de junio de 1865 - Florencia, Italia, 6 de octubre de 1959) fue un experto en arte. Sus estudios sobre arte y sus contactos con la alta sociedad estadounidense le hicieron rico gracias a que puso de moda el Renacimiento en el mercado del arte y autentificó numerosas obras. 

## Trayectoria
Berenson nació en una familia judía lituana - padre Albert Valvrojenski, madre Judith Mickleshanski, y hermanos menores incluyendo Senda Berenson Abbott. Su padre, Albert, creció siguiendo un camino educativo de aprendizaje judío clásico y contempló convertirse en rabino. Sin embargo, se convirtió en practicante de la Haskalá, un movimiento europeo que abogaba por una mayor integración de los judíos en la sociedad secular. Después de que su casa y su negocio de madera fueron destruidos por un incendio, vivió con sus suegros más tradicionalistas que lo presionaron para que inscribiera a Bernard con un tutor de hebreo y arameo. Pero emigraron a Boston, Massachusetts, en 1875, por lo cual el apellido se cambió a "Berenson". Bernard se convirtió al cristianismo en 1885 como episcopaliano. Más tarde, mientras vivía en Italia, se convirtió al catolicismo.
Después de graduarse en la Boston Latin School, asistió a la Boston University College of Liberal Arts como estudiante de primer año durante el curso 1883-1884, pero, al no poder obtener instrucción en sánscrito de esa institución, se trasladó a la Universidad de Harvard para su segundo año. Se graduó en Harvard y se casó con Mary Smith, quien se convirtió en una notable historiadora del arte por derecho propio. Mary era hermana de Logan Pearsall Smith y de Alys Pearsall Smith, la primera esposa de Bertrand Russell. Mary había estado casada anteriormente con el abogado Frank Costelloe. Bernard Berenson también estuvo involucrado en una larga relación con Belle da Costa Greene Samuels (1987) y menciona la "aceptación reacia (a veces)" de Mary de esta relación.

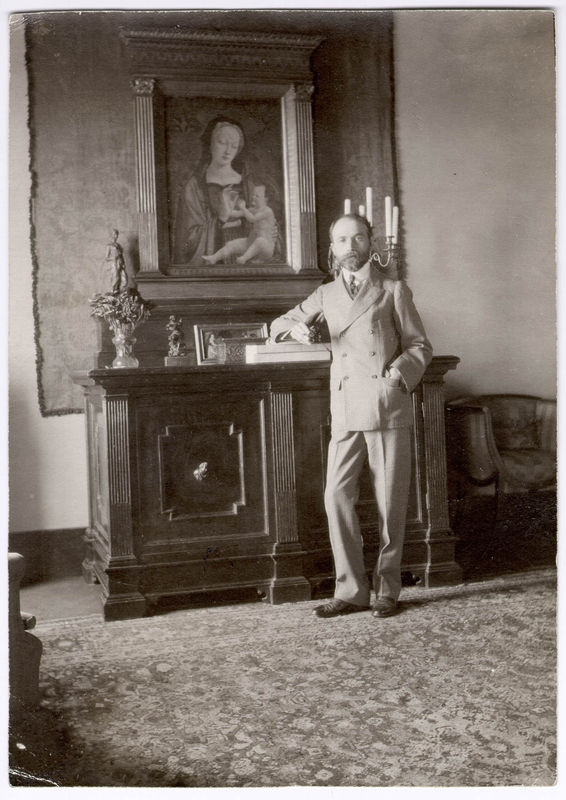
Bernard Berenson en Villa I Tatti, 1903

Entre sus amigos se encontraban el escritor estadounidense Ray Bradbury, que escribió sobre su amistad en The Wall Street Journal y en su libro de ensayos Yestermorrow; Natalie Barney, que vivió en Florencia durante la Segunda Guerra Mundial, y también su pareja, Romaine Brooks; y el coleccionista de arte Edward Perry Warren. Su círculo de amigos también incluía a Isabella Stewart Gardner, Ralph Adams Cram y George Santayana. Estos dos últimos se conocieron a través de Bernard.
Asesoró a diversos coleccionistas americanos (como Isabella Stewart Gardner) y así contribuyó al auge de los museos en EE. UU. Donó todos sus bienes a la Universidad de Harvard, que le había ayudado a pasar de la infancia a la erudición. Berenson fue elegido miembro de la Academia Estadounidense de Artes y Ciencias en 1958. Murió a los 94 años en Settignano, Italia. 
Su sobrina bisnieta, Marisa Berenson, es una famosa actriz estadounidense. La hermana de Marisa, Berry Berenson, fue una fotógrafa y actriz y la esposa del actor Anthony Perkins. Berry falleció en los ataques del 11 de septiembre de 2001 en la ciudad de Nueva York.
Ya en 1907, su obra Drawings of the Florentine Painters le había consagrado como la principal guía del renacimiento italiano. Su teoría acerca de la empatía en el observador provocada por valores táctiles estuvo muy de moda cuando la publicó por primera vez, en 1896.
Sus obras más reflexivas (Rumour and reflections, 1952; Seeing and Knowing, 1953, y la póstuma, The passionate sightseer) le convirtieron en un sabio muy respetado.

## Vida profesional

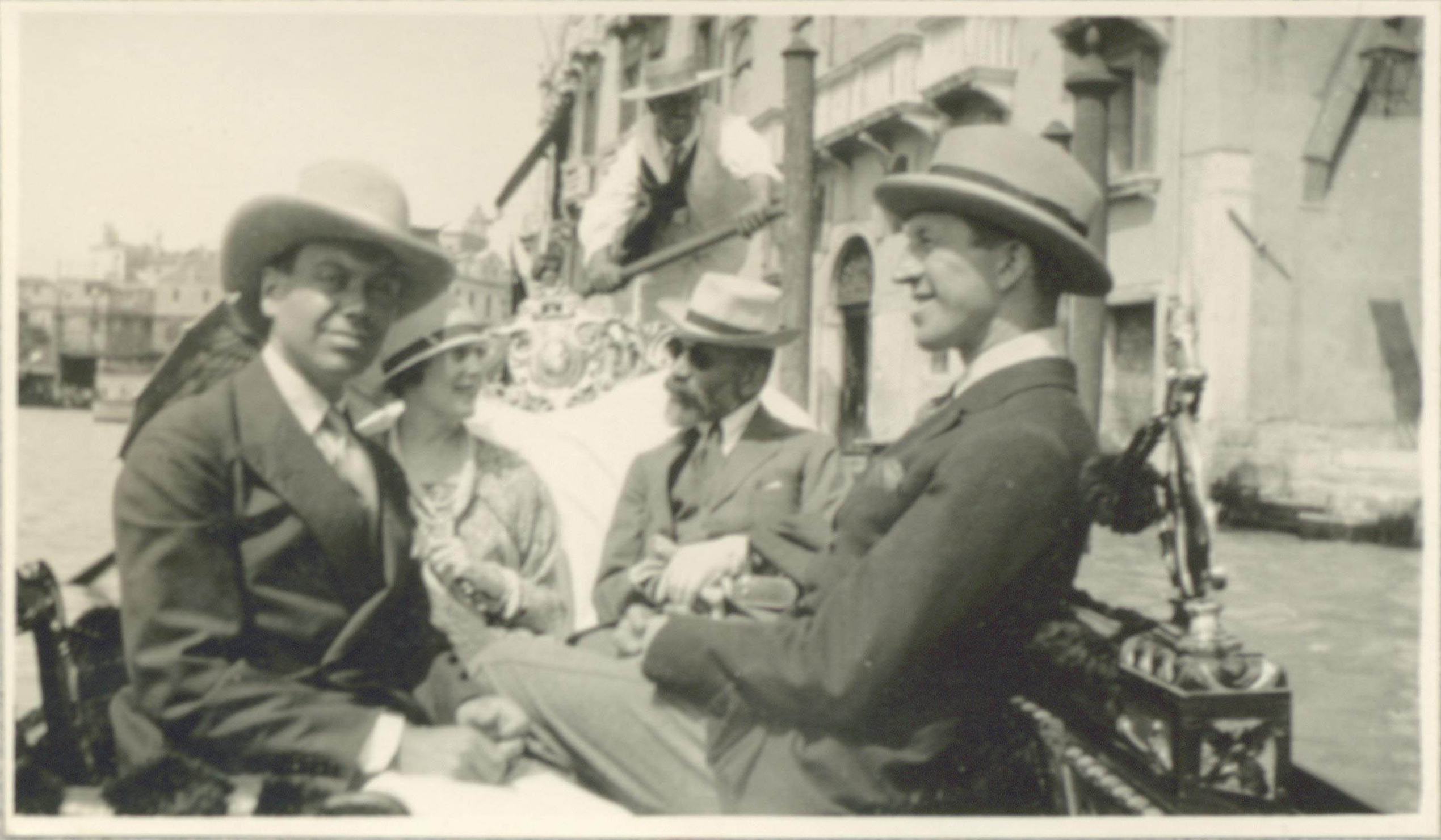
Cole Porter, Linda Lee Thomas, Bernard Berenson y Howard Sturges en una góndola, en 1923.

Entre los coleccionistas estadounidenses de principios del siglo XX, Berenson era considerado la autoridad preeminente en el arte renacentista. Al principio de su carrera, Berenson desarrolló su propio método único de conocimiento combinando las técnicas de examen comparativo de Giovanni Morelli con la idea estética presentada por John Addington Symonds de que algo de la personalidad de un artista podía detectarse a través de sus obras de arte. Si bien su enfoque siguió siendo controvertido entre los historiadores y conocedores del arte europeos, desempeñó un papel fundamental como asesor de varios importantes coleccionistas de arte estadounidenses, como Isabella Stewart Gardner, que necesitaba ayuda para navegar por el complejo y traicionero mercado del arte renacentista de moda. La experiencia de Berenson finalmente llegó a ser tan bien considerada que su veredicto de autoría podría aumentar o disminuir drásticamente el valor de una pintura. A este respecto, la influencia de Berenson fue enorme, mientras que su comisión del 5% lo convirtió en un hombre rico. (Según Charles Hope, él "tenía un interés financiero en muchas obras ... un arreglo que Berenson decidió mantener en privado").
Comenzando con Los pintores venecianos del Renacimiento con un índice de sus obras (1894), su mezcla de conocimiento y enfoque sistemático le dio consideración en medio. En 1895, su Lorenzo Lotto: An Essay on Constructive Art Criticism, ganó elogios de la crítica, especialmente de Heinrich Wölfflin. Fue seguido rápidamente por The Florentine Painters of the Renaissance (1896), alabado por William James por su innovadora aplicación de "categorías psicológicas elementales para la interpretación del arte superior". 
En 1897 Berenson añadió otra obra a su serie de guías, publicando Los pintores del Renacimiento de Italia central. Después de eso, dedicó seis años de trabajo a Los dibujos de los pintores florentinos, que se publicó en 1903.

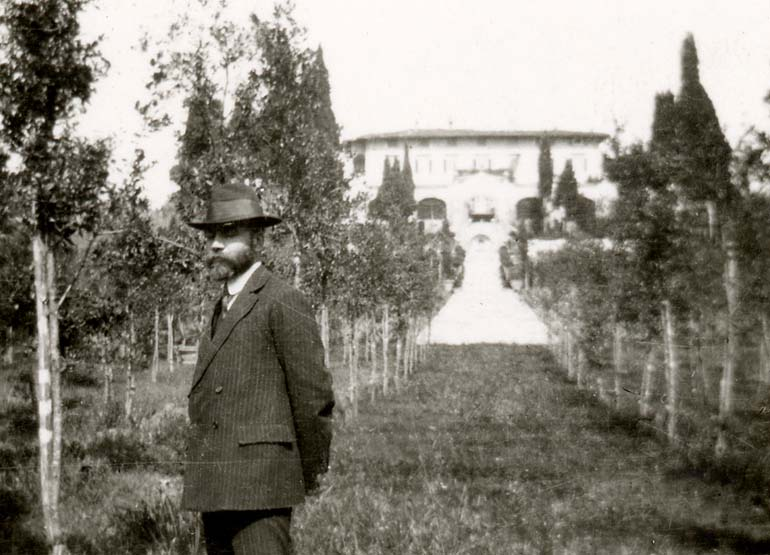
Bernard Berenson en el jardín de su finca Villa I Tatti en 1911

En 1907 publicó Los pintores del Renacimiento del norte de Italia, donde expresó su juicio contra el arte manierista, que puede estar relacionado con su amor por el clasicismo y su profesado disgusto por el arte moderno. Sus primeras obras se integraron más tarde en Los pintores italianos del Renacimiento (1930), que fue ampliamente traducida y reimpresa. También publicó dos volúmenes de revistas, "Rumor and Reflection" y "Sunset and Twilight". También es autor de Estética e historia y Boceto para un autorretrato.
Además de su colección más conocida de pinturas y objetos del Renacimiento italiano, Berenson también demostró un gran interés en el arte asiático, incluida una distinguida colección de pintura árabe y persa.

## I tatti
Su residencia en Settignano, cerca de Florencia, que se ha llamado "I Tatti" desde al menos el siglo XVII, se convirtió en el Centro de Harvard para Estudios del Renacimiento Italiano, un centro de investigación que ofrece una beca residencial a académicos que trabajan en todas las áreas del Renacimiento italiano. Se lo había pedido a Harvard mucho antes de su muerte, para amargo pesar de su esposa, Mary. Alberga su colección de arte y su biblioteca personal de libros sobre historia del arte y humanismo, que Berenson consideraba su legado más perdurable. Un retrato de la vida cotidiana en la "corte" de Berenson en I Tatti durante la década de 1920 se puede encontrar en las memorias de Sir Kenneth Clark de 1974, Another Part of the Wood. “Durante la Segunda Guerra Mundial, apenas tolerado por las autoridades fascistas y, más tarde, por sus amos alemanes, Berenson permaneció en 'I Tatti'. Cuando la línea del frente lo alcanzó a fines del verano de 1944, escribió en su diario: "Nuestra ladera se encuentra entre la línea principal del retiro alemán a lo largo de la Via Bolognese y una carretera secundaria ... Estamos en el corazón de la acción de la retaguardia alemana, y seriamente expuestos". La villa permaneció ilesa. También resultó ilesa la mayor parte de sus colecciones, que habían sido trasladadas a una villa en Careggi. Sin embargo, el apartamento de Berenson en Florencia en el Borgo San Jacopo fue destruido, con parte de su contenido, durante la retirada alemana de Florencia.

## Actuación como experto
A través de un acuerdo secreto en 1912, Berenson disfrutó de una estrecha relación con Joseph Duveen, el marchante de arte más influyente de la época, que a menudo dependía en gran medida de la opinión de Berenson para completar las ventas de obras a destacados coleccionistas que carecían de conocimiento en el campo. Berenson era tranquilo y deliberado por naturaleza, lo que a veces causaba fricciones entre él y el bullicioso Duveen. Su relación de 30 años con el marchante le permitió vivir lujosamente en su villa cerca de Florencia, ya que percibía una comisión de la venta de obras que él autentificaba. Esta relación, controvertida por mezclar erudición y lucro, ha llevado a pensar que Berenson era laxo asignando obras a pintores de primera línea para favorecer su venta y obtener beneficio de ello. Su relación terminó en malos términos en 1937, luego de una disputa sobre una pintura.
En 1923, Berenson fue llamado a dar testimonio experto en un famoso caso presentado por la Sra. Andrée Hahn de Kansas City contra Duveen. En 1920, Hahn quiso vender un cuadro que creía que era una versión de La belle ferronnière de Leonardo y cuya autoría aún se debate. Duveen rechazó públicamente la atribución de la pintura a Leonardo de Hahn, aunque nunca la había visto. En consecuencia, Hahn lo demandó. En 1923, la pintura de Hahn fue llevada a París para compararla con la versión del Louvre. Duveen reunió el apoyo de Berenson y otros expertos para su opinión, descartando la pintura de Hahn como una copia. En el juicio en Nueva York en 1929, donde los testigos expertos no comparecieron, el testimonio de Berenson en París no convenció al jurado, en parte porque, mientras estaba siendo interrogado allí, no había podido recordar el medio en el que fue pintada la imagen. También se reveló que Berenson, así como otros expertos que habían testificado en París, como Roger Fry y Sir Charles Holmes, habían proporcionado previamente conocimientos especializados pagados a Duveen. Si bien Duveen, después de un veredicto dividido, terminó llegando a un acuerdo extrajudicial con Hahn, toda la historia dañó la reputación de Berenson. 
Una investigación reciente ha establecido que los acuerdos secretos de Berenson con Duveen le reportaron ganancias sustanciales, hasta el 25% de las ganancias, lo que lo convirtió en un hombre rico. Este claro conflicto de intereses ha puesto en duda muchas de sus autenticaciones para Duveen y, mediante un examen cuidadoso, se ha demostrado que varias de ellas eran demasiado optimistas y, por lo tanto, considerablemente más valiosas, cuando trabajó para Duveen. Hasta el momento no se ha realizado una comparación sistemática, pero un estudio parcial de setenta obras apunta a esta posibilidad. (Meryle Secrest, "Being Bernard Berenson", 1979, Apéndice, p. 399) El tema sigue siendo controvertido.

## Correspondencia
2006 vio la publicación de las cartas del destacado historiador británico Hugh Trevor-Roper a Berenson en el período 1947-1960, en un libro titulado, Letters from Oxford: Hugh Trevor-Roper to Bernard Berenson, editado por Richard Davenport-Hines, publicado por Weidenfeld y Nicolson.
En 2015, Yale University Press publicó la correspondencia de Kenneth Clark con Berenson en el libro My Dear BB: The Letters of Bernard Berenson y Kenneth Clark, 1925-1959, editado y comentado por Robert Cumming.
Nueve años de correspondencia (1950-1959) entre Berenson y Norah Bisgood Woodward, con sede en San Diego, está en manos de las Colecciones y Archivos Especiales de la Biblioteca de la UC San Diego.
Berenson y Ernest Hemingway mantuvieron una correspondencia de ocho años entre 1949 y 1957: Jobst C. Knigge: Ernest Hemingway y Bernard Berenson. A Strange Friendship, Universidad Humboldt (acceso abierto), Berlín 2019.

## Obras
- Pintores venecianos del Renacimiento (1894)
- Lorenzo Lotto: Ensayo de crítica de arte constructiva (1895); Segunda edición revisada con ilustraciones adicionales. 1901.[12] (Ver Lorenzo Lotto.)
- Pintores florentinos del Renacimiento (1896)
- Pintores italianos centrales del Renacimiento (1897)
- El sentido de la calidad: estudio y crítica del arte italiano (1901; segunda serie, 1902)
- Los dibujos de los pintores florentinos (1903, revisado en 1938 y 1961)[13]
- Pintores del Renacimiento del norte de Italia (1907)
- Un pintor de Siena de la leyenda franciscana (1910)
- Pintura veneciana en América: el siglo XV (Nueva York, 1916)
- Ensayos sobre el estudio de la pintura sienesa (Nueva York, 1918)
- Estética e historia en las artes visuales (Estetica, Etica e Storia nelle Arti della Rappresentazione Visiva) (1948)
- Los pintores italianos del Renacimiento (1952)
- Rumor and Reflection (Nueva York, 1952)
- Caravaggio: su incongruencia y su fama (1953)
- Ver y conocer (1953)
- Piero della Francesca o The Ineloquent in Art, (Nueva York, 1954)
- El turista apasionado: de los diarios de 1947 a 1956 (Nueva York, 1960)
- Sunset and Twilight (Nueva York, 1963)